# سولمونت
سولمونت (به فرانسوی: Ceaulmont) یک کمون در فرانسه است که در اندر واقع شده‌است. سولمونت ۱۷٫۳۸ کیلومتر مربع مساحت و ۷۱۳ نفر جمعیت دارد و ۱۹۷ متر بالاتر از سطح دریا واقع شده‌است.